# Mikael Pernfors
Mikael Pernfors (Malmö, 16 luglio 1963) è un ex tennista svedese.

## Carriera
Giocatore non molto alto, faceva della regolarità e della tenacia le sue doti migliori. Nonostante qualche infortunio di troppo che ne ha rallentato la carriera, è riuscito ad arrivare al n. 10 del mondo, qualche mese dopo la finale del Roland Garros 1986, suo miglior risultato in carriera.
Dopo aver vinto due titoli NCAA di fila, nel 1984 e nel 1985, raggiunge a Memphis 1986 la sua prima semifinale ATP. Seguono i quarti a La Quinta, Atlanta ed Indianapolis. Arrivato a Parigi da n. 27 del mondo, batte ben 4 top20 nel percorso: Stefan Edberg (in 5 set), Martin Jaite, Boris Becker e Henri Leconte, perdendo da Ivan Lendl in finale. A Wimbledon si arrende al 4t a Becker. Seguono altri ottimi piazzamenti che lo portano tra i primi 10 del mondo: quarti a Gstaad, Bastad e Stoccarda, semifinale a Cincinnati. A fine anno ottiene i quarti a Bercy e rappresenta la Svezia nella finale di Coppa Davis in Australia sull'erba: batte Paul McNamee facilmente e perde 6-3 al quinto da Pat Cash, dopo aver vinto i primi 2.
Inizia il 1987 confermando la semifinale a Memphis, seguono i quarti ad Amburgo e gli ottavi a Roma ma al Roland Garros perde al 1t dal francese Benhabiles. A Wimbledon conferma gli ottavi dell'anno precedente, ma dopo aver battuto lo specialista Mayotte, spreca contro Connors un vantaggio di 6-1 6-1 4-1, perdendo 6-2 al quinto set. Nella seconda parte di stagione i migliori piazzamenti sono i quarti a Gstaad e Cincinnati e la semifinale a Tokyo Indoor. Chiude la stagione al n. 33 ATP.
Il 1988 lo inizio, come consuetudine, ben figurando a Memphis, fermato stavolta in finale da Andre Agassi. Sempre Agassi lo elimina nei quarti ad Indian Wells. Raggiunge poi il quarto turno a Key Biscayne, i quarti a Tokyo e Forest Hills. Al Roland Garros esce invece di nuovo al 1t mentre un infortunio lo tiene fuori da Wimbledon e da tutti i tornei estivi. Torna agli Us Open dove si ferma al 3t e gioca molto bene nelle settimane successiva, vincendo i primi titoli in carriera: a Los Angeles si prende in finale la rivincita su Agassi e a Scottsdale su Layendacker. Completano i quarti a San Francisco e gli ottavi a Bercy.
Il 1989 parte stavolta dagli Australian Open, alla seconda edizione in gennaio. Raggiunge il 3t battuto dall'olandese Schapers. In Coppa Davis contro l'Italia, si fa sorprendere nella prima giornata da un giovane Omar Camporese, che lo domina in 3 set, mentre nell'ultima giornata piega al quinto set Massimiliano Narducci. Raggiunge nell'anno la semifinale a Filadelfia, i quarti a Los Angeles, il 4t a Key Biscayne e agli Us Open, chiudendolo al n. 48.
Inizia bene il 1990 raggiungendo i quarti di finale agli Australian Open, dove elimina Bruguera e Leconte ed assiste alla clamorosa squalifica di John McEnroe in un match che si avviava al quinto set (McEnroe era avanti 2 set a 1, Pernfors era 4-2 nel quarto). È Yannick Noah a sconfiggerlo in 3 set nei quarti. Un infortunio occorso dopo Key Biscayne lo ferma fino agli Us Open, dove al ritorno perde nettamente da Michael Chang. Gioca un solo altro torneo a San Paolo e chiude la stagione al n. 175 ATP, avendo giocato solo 6 tornei ed avendo vinto solo i 4 match in Australia. 
Si rivede nella primavera del 1991, sceso ormai al n. 993, raggiunge la semifinale al challenger di Birmingham. Dopo i quarti all'ATP di Tampa risale al n. 311 ma non ottiene altri risultati rilevanti nel corso della stagione, chiusa al 240.
Nel 1992 vince il challenger di Birmingham ma ulteriori problemi fisici ne limitano l'attività, vincendo un solo altro match ad Indianapolis. Chiude al n. 234.
Il 1993 è l'anno della rinascita e del ritorno ad alti livelli. Torna a vincere due match di fila nei tornei maggiori, a Key Biscayne, perdendo dal n. 1 del mondo Jim Courier, raggiunge i quarti a Charlotte e Coral Springs e vince 3 tornei challenger, che gli consentono di tornare nei primi 100. Alla prima presenza nel torneo Masters-series di Montreal si aggiudica clamorosamente il torneo, mettendo in fila Jason Stoltenberg, Jim Courier, Aleksandr Volkov, Petr Korda e Todd Martin in finale, per 2-6 6-2 7-5. A Schenectady si fema nei quarti mentre agli Us Open, torna a vincere un match a livello Slam dopo 3 anni e mezzo, battendo il danese Carlsen e cedendo 6-4 al quinto a Mats Wilander. Nella parte finale dell'anno raggiunge i quarti di finale nel ricco torneo di Sydney Indoor e vince alle Bermuda il quarto challenger stagionale. Chiude al n. 29.
Nel 1994 non vince nemmeno un match nei primi mesi dell'anno, si infortuna poi nel corso del Roland Garros (sarà questa l'ultima sua presenza in un torneo dello Slam e curiosamente a Parigi ha vinto dei match solo nell'anno in cui ha fatto la finale) e dopo essere rientrato a Bastad è costretto a fermarsi, senza nemmeno poter difendere il titolo in Canada. Si rivede nell'amato challenger di Birmingham nel '95, dove vince l'ultimo match in carriera. Gioca l'ultimo evento ATP a Bastad nello stesso anno e successivamente esclusivamente i challenger di Birmingham e delle Bermuda nel 1996 e nel 1998, al termine del quale si ritira definitivamente a 35 anni. 

## Finali nei tornei del Grande Slam (1)

### Sconfitte: (1)
| Anno | Torneo        | Avversario in finale | Punteggio     |
| 1986 | Roland Garros | Ivan Lendl           | 6–3, 6–2, 6–4 |

## Singolare

### Vittorie (3)
| Legenda                |
| Grande Slam (0)        |
| Tennis Masters Cup (0) |
| ATP Masters Series (1) |
| ATP Tour (2)           |

| Numero | Data              | Torneo                          | Superficie | Avversario della finale | Risultato     |
| 1.     | 19 settembre 1988 | Farmers Classic, Los Angeles    | Cemento    | Andre Agassi            | 6–2, 7–5      |
| 2.     | 3 ottobre 1988    | Tennis Channel Open, Scottsdale | Cemento    | Glenn Layendecker       | 6–2, 6–4      |
| 3.     | 28 February 1993  | Rogers Cup, Montréal            | Cemento    | Todd Martin             | 2–6, 6–2, 7–5 |

### Sconfitte in finale (2)
| Numero | Data             | Torneo                     | Superficie     | Avversario della finale | Risultato     |
| 1.     | 26 maggio 1986   | Open di Francia, Parigi    | Terra rossa    | Ivan Lendl              | 6–3, 6–2, 6–4 |
| 2.     | 15 febbraio 1988 | RMK Championships, Memphis | Cemento indoor | Andre Agassi            | 6–4, 6–4, 7–5 |

## Doppio

### Vittorie in finale(1)
- 1989: Charleston (con Tobias Svantesson)

### Sconfitte in finale(2)
- 1987: Stoccarda (con Magnus Tideman)
- 1988: Memphis (con Peter Lundgren)